# Friends (álbum de B'z)
Friends é o quarto EP da banda japonesa de hard rock B'z, lançado em 12 de dezembro de 1992 pela Vermillion Records. Vendeu 1.355.530 cópias no total, chegando à 1ª colocação da Oricon.

## Faixas
- Prologue - Friends 1:48
- Scene 1 - Itsuka no MeriiKurisumasu (いつかのメリークリスマス) - 5:03
- Scene 2 - Boku no Tsumi (僕の罪) - 4:19
  - Love is… - 1:26
- Scene 3 - Koi Jyanaku naru Hi (恋じゃなくなる日) - 4:51
- Scene 4 - Seasons - 1:14
- Scene 5 - Doushitemo Kimi wo Ushinaitakunai (どうしても君を失いたくない) - 6:07
- 6. Itsuka no Meriikurisumasu (Reprise) (いつかのメリークリスマス (Reprise)) - 1:23